# باشگاه بسکتبال پاناتینایکوس
باشگاه بسکتبال پاناتینایکوس (انگلیسی: Panathinaikos B.C.) تیم بسکتبال حرفه‌ای مستقر در آتن، یکی از تیم‌های باشگاه ورزشی پاناتینایکوس است. پانایتیناکوس یکی از قدیمی‌ترین باشگاه‌های یونان است و به عنوان موفق‌ترین تیم بسکتبال در یونان شناخته می‌شود و در میان بهترین‌های اروپا قرار دارد.

## نگارخانه

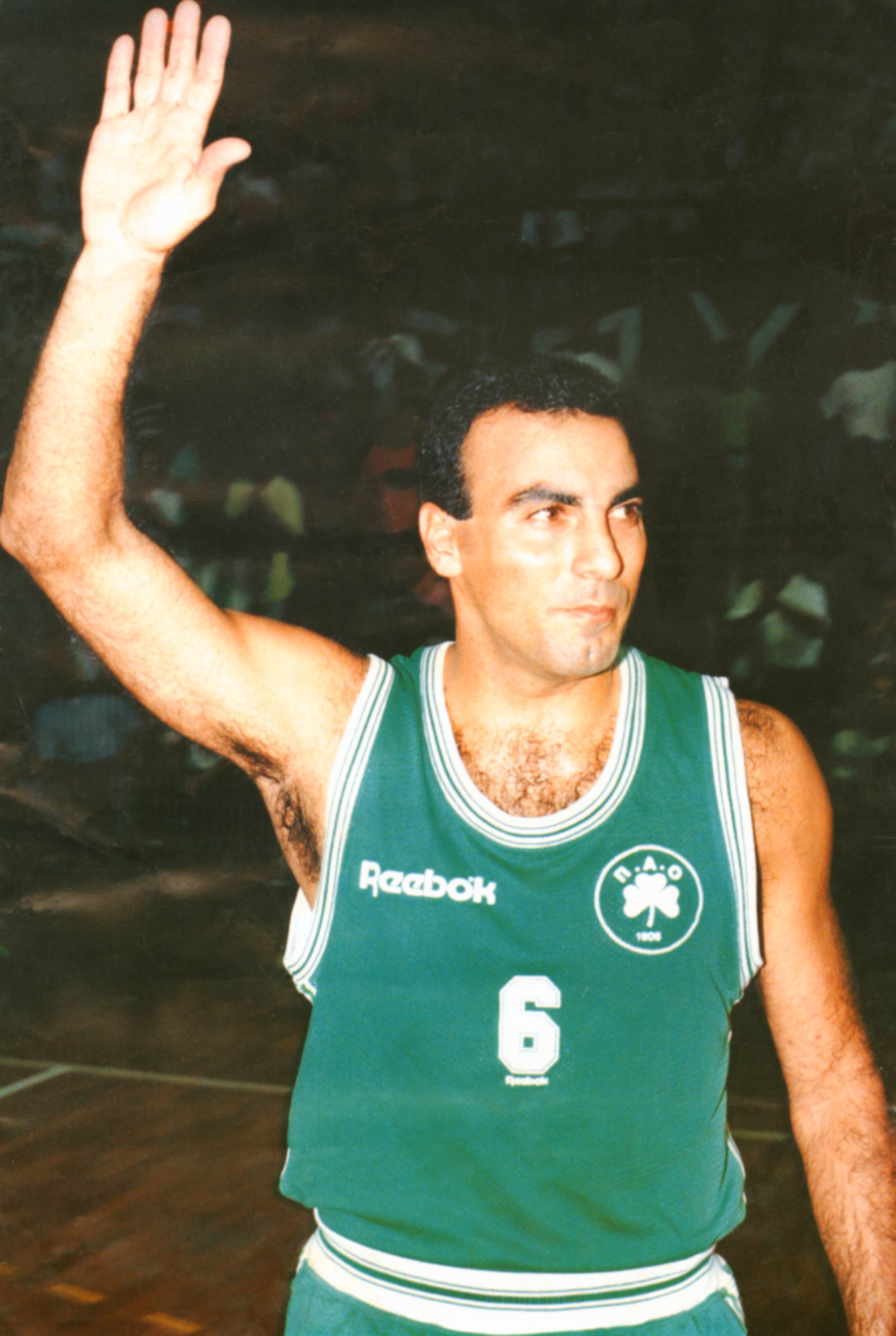
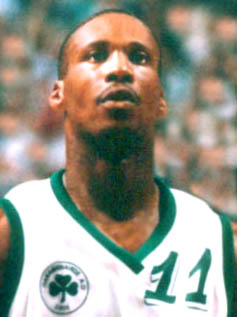
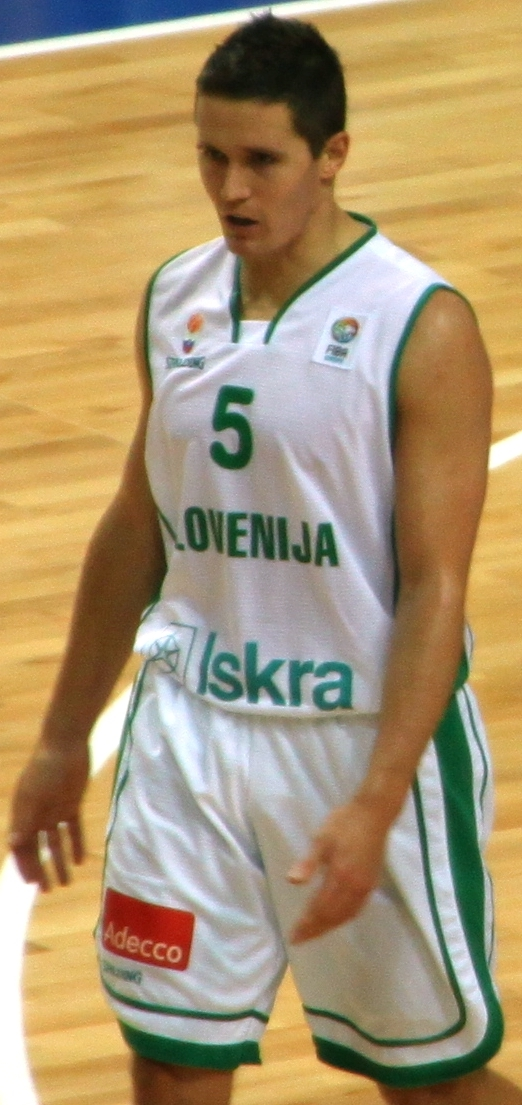
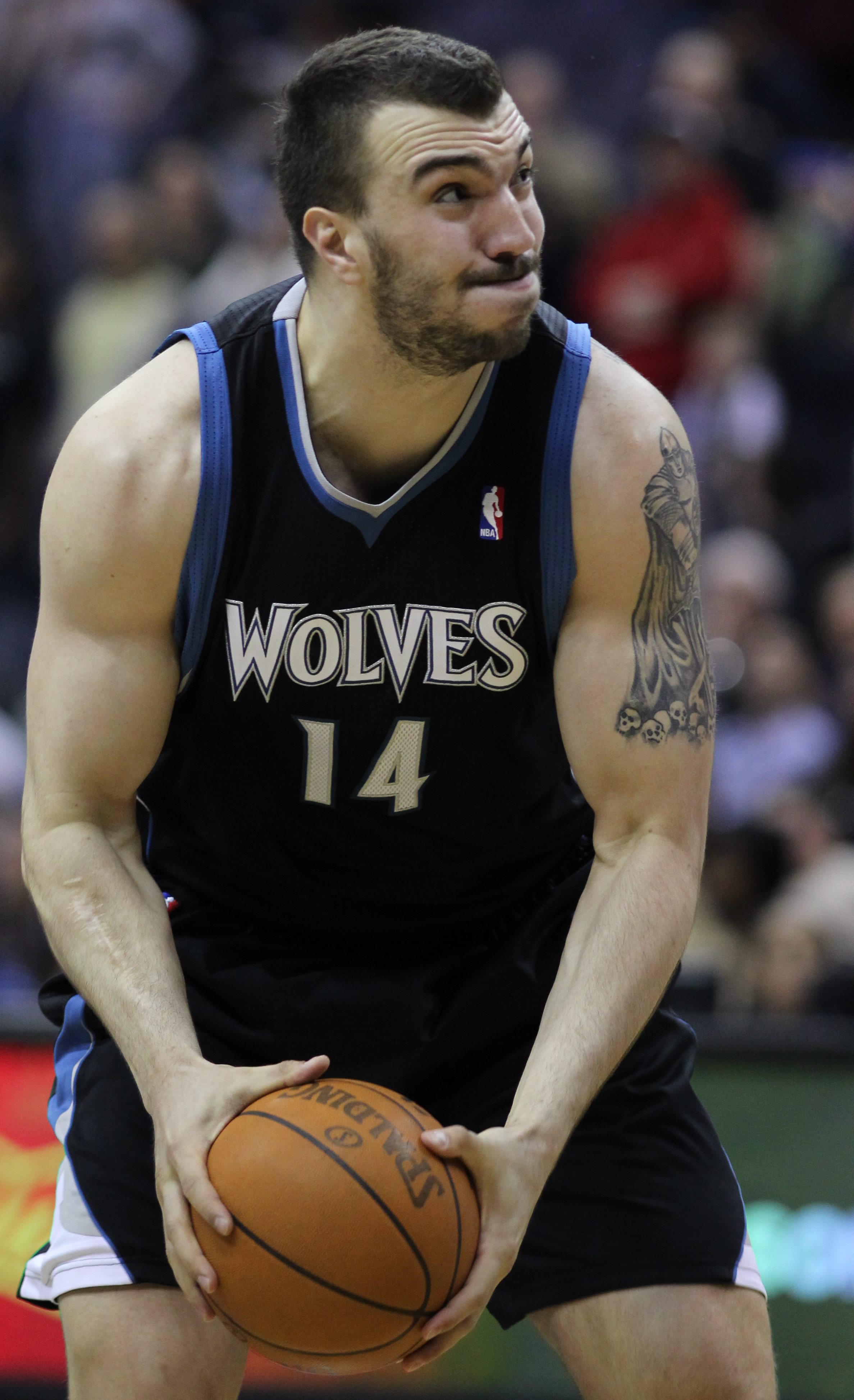
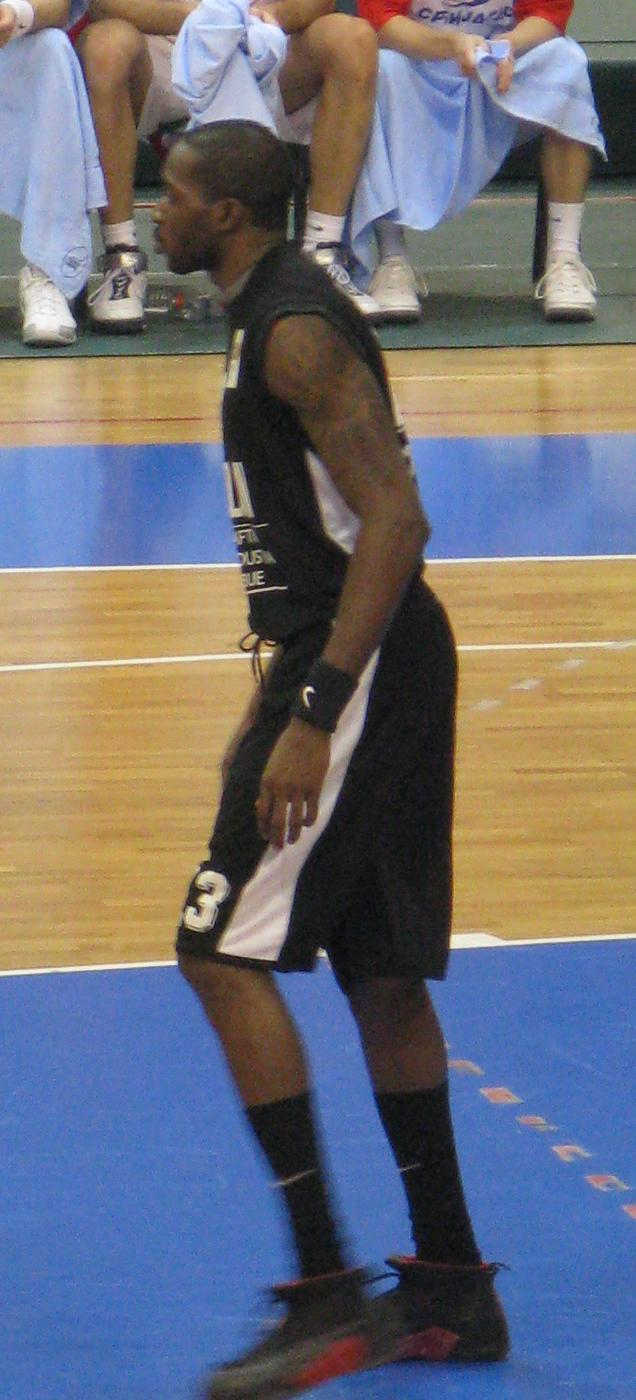